# Classics Illustrated
Classics Illustrated — серія американських коміксів, у якій представлені адаптовані літературні твори, такі як «Знедолені», «Мобі Дік», «Гамлет» та «Іліада». Створена Альбертом Кантером (Albert Kanter) серія почала видаватися у 1941 році, а останній випуск вийшов у 1971 році; всього вийшло у світ 169 випусків. Після «смерті» серії різні компанії перевидавали її під своїми назвами.

## Історія публікації

### Класичні комікси
Видавець Альберт Льюїс Кантер (1897—1973), що народився в Російській імперії, створив «Classics Illustrated» (класичні комікси) для видавничої компанії «Еліот» у 1941 році: його дебютною роботою стали «Три мушкетери», за якою послідували «Айвенго» і «Граф Монте-Крісто». У доповнення до самих літературних адаптацій, випуски містили коротку інформацію про авторів і рекламу наступного випуску. У більш пізніх випусках на задніх обкладинках з'явився каталог виданих найменувань і форма для замовлення передплати на серію. Вважаючи формат комікса привабливим для читача, Альберт Кантер вирішив, що, використовуючи «нове середовище», він зможе познайомити молодих читачів, які неохоче беруть до рук товсті томи, з «великою літературою».
Перші п'ять випусків публікували нерегулярно і під спільним заголовком «Classic Comics Presents», а шостий і сьомий випуски вийшли під заголовком «Classic Comics Library»; їхня ціна становила десять центів. «Арабський ночі» (випуск № 8), ілюстровані Ліліан Честні, є першим випуском, що використав назву «Classics Comics».
У 1942 році, при підготовці до друку четвертого випуску — «Останній з могікан» — Кантер переніс офіс на нову адресу, а назву компанії було змінено: «Gilberton Company, Inc.». Репринти попередніх накладів почалися вже у 1943 році. Дефіцит паперу, спричинений Другою світовою війною, змусив Кантера скоротити 64-сторінковий формат накладу до 56 сторінок.
«Classics Illustrated» відзначають сьогодні за яскраві й неординарні обкладинки, котрі приваблюють колекціонерів. Список художників, які працювали над серією, включає у себе Ліліан Честні («Арабські ночі», № 8 і «Подорожі Гуллівера», № 16), Уебб і Брюстер («Франкенштейн», № 26), Метт Бейкер («Lorna Doone», № 32) і Генрі Карл Кіфер (друга обкладинка для «Принц і жебрак», № 29, «Пригоди Шерлока Холмса», № 33 і «Останні дні Помпеї», № 35).
Деякі видання виходили у спеціальних подарункових коробках, запаковані по три або чотири, і містили праці на одну тему — наприклад, пригоди або детектив. «Доктор Джекіл і містер Хайд» (№ 13), як і «Хатина дядька Тома» (№ 15), були згадані у сумнозвісній книзі психолога Фредріка Вертема «Спокушання невинних» (Seduction of the Innocent) 1954 року, в якій засуджувались комікси як жанр. У XXI столітті оригінальна серія «Classic Comics» у гарному стані має ціну в тисячі доларів США.

### Classics Illustrated
Назва серії була змінена на «Classics Illustrated» у березні 1947 року — випуску під номером 35, «Останні дні Помпеї». У 1948 році ріст видатків на папір ще більше скоротив кількість сторінок у накладах — до 48. У 1951 році тип обкладинки був змінений (з № 81), а ціна була підвищена з 10 до 15 центів (а пізніше — і до 25 центів). У доповнення до «Classics Illustrated», Кантер очолював роботу над спін-офф серіями: «Classics Illustrated Junior» (1953), «Specials» і «The World Around Us». Між 1941 і 1962 роками спільні продажі коміксів усіх цих серій склали 200 мільйонів екземплярів.
Публікація нових накладів припинилась у 1962 році з різних причин: по-перше, компанія втратила пріоритет у розсилці 2-го класу від американської пошти, окрім того — на ринку з'явилися дешеві книги у м'якій палітурці (подібні CliffsNotes), а телебачення у ті роки поступово відволікло читачів від літератури як такої.
Останній новий випуск Кантера побачив світ у серпні 1962 року («Фауст»), хоча у видавця були плани і на інші випуски: вони були згодом надруковані за межами США. У 1967 році Кантер продав свою компанію католицькому накладу «Twin Circle» і його видавцю Patrick Frawley — чия компанія, Frawley, випустила ще два номери, але відтак головним чином сконцентрувала свою увагу на зарубіжних продажах і перевиданні  більш ранніх випусків. Через чотири роки Twin Circle припинила серію остаточно: причиною виявились низькі продажі. Після «смерті» серії різні компанії перевидавали її під своїми назвами. На початок 1970-х років видавництво як «Classics Illustrated», так і спін-оффа «Junior» було повністю припинено — хоча бренд «Classics Illustrated» і використовувався у серіях телепередач.